# Nearchaster
Genre
Synonymes
- Saraster A.H. Clark, 1916[2]

Nearchaster est un genre d'étoiles de mer abyssales de la famille des Benthopectinidae.

## Liste d'espèces
Selon World Register of Marine Species (18 octobre 2019) :
- sous-genre Nearchaster (Myaster) Döderlein, 1921
  - Nearchaster fisheri Döderlein, 1921
- sous-genre Nearchaster (Nearchaster) Fisher, 1911
  - Nearchaster aciculosus (Fisher, 1910)
  - Nearchaster musorstomi Aziz & Jangoux, 1985
  - Nearchaster pedicellaris (Fisher, 1910)
  - Nearchaster variabilis (Fisher, 1910)
  - Nearchaster yodomiensis (Goto, 1914)